# Rata
Rata (srp.: Рата) je naselje u općini Subotica u Sjevernobačkom okrugu u Vojvodini. 

## Povijest
Nastalo je u procesu od 1921. do 1924. godine. godine parceliranjem zemljišta u sjevernom dijelu Bajmaka i naseljavanje ratnih dragovoljaca iz Srbije, Crne Gore, zatim stanovnika iz Like. 
Prvi stanovnici ovog kraja bili su Hrvati-Bunjevci, optanti, zatim dobrovoljci kolonisti iz Prvog svjetskog rata: Crnogorci, Srbi, Bosanci, Hercegovci i Ličani. Zatim je ondje doselilo se i nekoliko obitelji iz Tavankuta. Uz sve to, na Rati su kućice sagradili pripadnici obitelji bunjevačkih Hrvata i Mađara, a koje su socijalno pripadale agrarnoj sirotinji. 
Kolonizirane obitelji dobrovoljaca koje su došle u Bajmak dobile su 9,75 katastarskih jutara zemlje. Uz to su po članu domaćinstvao dobivale po jedno katastarsko jutro po svakom članu kućanstva. Svi ostali kolonisti i bezemljaši su po clanu kućanstva dobili samo tri četvrtine ili jedno jutro zemlje. Poslije agrarne reforme u Kraljevini SHS jedan manji dio siromašnih slojeva dobio je također po 2-3 jutra zemlje. Tako je tad jedan dio bunjevačkih Hrvata s Rate dobio zemljište za kuće. 
Nevolja je bila što su agrarnu reformu u Kraljevini SHS sprovodili velikosrpski buržoaski krugovi, koja je isključila bezemljaše neslavenskog podrijetla. Tako su ostali zakinuti starosjeditelji koji su već stoljećima prije tražili pravdu boreći se protiv veleposjednika. Najavljena pravična agrarna reforma pokazala se nepravičnom za njih, jer prilikom ove diobe zemljišta nisu dobili ništa ili im je režim dao zemljišta simbolicne površine. Bez zemlje su ostali i sluge i biroši. 
Naselje je uskoro postalo upravnim dijelom Bajmaka. Ime je dobilo prema načinu otplate dobivenog zemljišta (na rate).
Stanovništvo se vremenom gospodarski izdiferenciralo. Brojni mjesni stanovnici nisu na dobro gledali na zemlju. Tih su godina bili mršavi prinosi, pa u poljodjelstvu nisu vidjeli dobru i sigurnu perspektivu svojoj djeci, pa su se mnogi kolonisti, kako bogatiji, tako i oni najsiromašniji, odlučili školovati djecu, uglavnom u Subotici. 
U daljnjem tijeku međuraća KPJ je uspostavila stabilni ogranak u Rati, djelujući poslije u ilegali, uspostavivši i ogranak svoje omladinske organizacije, SKOJ-a. Hrvati su u mjesnoj organizaciji SKOJ-a činili više od četvrtine članstva. Osobito se surađivalo s partijskom organizacijom Novog Žednika.
U Drugom svetskom ratu ovaj je kraj došao pod Mađarsku. Slaveni su pali u nemilost, ponajviše kolonizirani srpski dobrovoljci i kolonisti. Svi naseljenici, dobrovoljci i kolonisti s obližnje Rate i Mišićeva deportirani su u logore u Mađarsku. Većina ih je ostala ondje do kraja rata, a u njihove su kuće naseljeni su seljaci iz Erdelja i Bukovine (Čango-Mađari), koji su ondje ostali živjeti do kraja rujna 1944. godine. Mađarske su vlasti istjerane iz tog kraja 19. listopada 1944. godine. Doseljeni Mađari povukli su se u zapadne dijelove Mađarske, preživjeli su se kolonisti vratili, a osim njih i novi agrarni interesenti iz dalje i bliže okoline. Na katastarskim zemljovidima dijelom je katastarske općine Bajmaka, zajedno s Mišićevim.
U spomen na prijeratnu aktivnost Rajana skojevaca, stanovnici Bajmaka 1969. su godine na zgradi Zadružnog doma otkrili spomen-ploču.

## Spomenici
U Rati se nalazi spomenik palim borcima, spomen-obilježje solunskim dobrovoljcima kolonistima Rate i spomen-ploča žrtvama fašističkog terora, u spomen na logoraše iz Rate u Barči i Šarvaru.

## Vanjske poveznice
- Spomenik palim borcima u Drugom svjetskom ratu  Arhivirana inačica izvorne stranice od 15. listopada 2016. (Wayback Machine)
- Mala škola u Rati  Arhivirana inačica izvorne stranice od 15. listopada 2016. (Wayback Machine)
- Zemljovidi, položaj, vremenska prognoza[neaktivna poveznica]
- Satelitska snimka naselja